# Згорња Шчавница
Згорња Шчавница (словен. Zgornja Ščavnica) је насељено место у општини Света Ана, Подравска регија, Словенија.

## Историја
До територијалне реорганизације у Словенији била је у саставу старе општине Ленарт.

## Становништво
У попису становништва из 2011. године, Згорња Шчавница је имала 533 становника.
| Број становника према пописима | Број становника према пописима | Број становника према пописима |
| ------------------------------ | ------------------------------ | ------------------------------ |
| 1991                           | 2002                           | 2011                           |
| 531                            | 487                            | 533                            |

## Галерија
- река Шчавница
- река Шчавница, мост